# Circonscription de la Polynésie française
La Circonscription de la Polynésie française est l'unique circonscriptions législatives que compte la Polynésie française.

## Description historique et politique
Jusqu'en 1967, l'élection se fait au scrutin uninominal majoritaire à un tour, puis passe à deux tours. 

### Historique des députations
| Législature | Début de mandat | Fin de mandat   | N° | Député               | Parti politique | Observations |
| ----------- | --------------- | --------------- | -- | -------------------- | --------------- | --- |
| Ième        | 9 décembre 1958 | 12 février 1960 | 1  | Pouvanaa Oopa        | RDPT            | Déchéance de son mandat à la suite d'accusations criminelles. |
| Ième        | 20 juillet 1960 | 14 juillet 1961 | 2  | Marcel Pouvanaa Oopa | RDPT            | Mort en fonction |
| Ième        | 17 juillet 1961 | 9 octobre 1962  | 3  | John Teariki         | RDPT            | Mandat écourté à la suite d'une dissolution parlementaire décidée par le Président de la République Charles de Gaulle.                                                                     |
| IIème       | 2 décembre 1962 | 2 avril 1967    | 3  | John Teariki         | Here ai'a       | |
| IIIème      | 3 avril 1967    | 30 mai 1968     | 4  | Francis Sanford      | E'a Api         | Mandat écourté à la suite d'une dissolution parlementaire décidée par le Président de la République Charles de Gaulle                                                                      |
| IVème       | 11 juillet 1968 | 1 avril 1973    | 4  | Francis Sanford      | E'a Api         | |
| Vème        | 2 avril 1973    | 2 avril 1978    | 4  | Francis Sanford      | E'a Api         | La circonscription est suprimée et remplacée par la Première circonscription de la Polynésie française et la Deuxième circonscription de la Polynésie française lors de la VIe législature |

## Historique des élections

### Élections de 1960
| | Marcel Pouvanaa Oopa élu | Sans étiquette | 10 727 | 43,89  |  |  |  |
| | Rudolf Bambridge         | Sans étiquette | 9 544  | 39,05  |  |  |  |
| | Atger                    | Sans étiquette | 2 238  | 9,16   |  |  |  |
| | Céran-Jérusalemy         | Sans étiquette | 1 467  | 6      |  |  |  |
| | Nimau                    | Sans étiquette | 463    | 1,89   |  |  |  |
| |                          |                |        |        |  |  |  |
| Inscrits | Inscrits                 | Inscrits       | 31 870 | 100,00 |  |  |  |
| Abstentions | Abstentions              | Abstentions    | 7 270  | 22,81  |  |  |  |
| Votants | Votants                  | Votants        | 24 600 | 77,19  |  |  |  |
| Blancs et nuls | Blancs et nuls           | Blancs et nuls | 161    | 0,65   |  |  |  |
| Exprimés | Exprimés                 | Exprimés       | 24 439 | 99,35  |  |  |  |
| Source : France, Ministère de l'intérieur. Les Elections législatives . Métropole., la Documentation française, 1963 (lire en ligne) |                          |                |        |        |  |  |  |

### Élections de 1962
| | John Teariki sortant réélu     | RDPT           | 9 833  | 44,58  |  |  |  |
| | Tenahe Rudolf Bambridge        | UNR-UDT        | 7 498  | 34,00  |  |  |  |
| | Jean-Baptiste Ceran-Jerusalemy | Sans étiquette | 2 654  | 12,03  |  |  |  |
| | Roland Morillot                | Sans étiquette | 2 070  | 9,39   |  |  |  |
| |                                |                |        |        |  |  |  |
| Inscrits | Inscrits                       | Inscrits       | 34 907 | 100,00 |  |  |  |
| Abstentions | Abstentions                    | Abstentions    | 12 694 | 36,37  |  |  |  |
| Votants | Votants                        | Votants        | 22 213 | 63,63  |  |  |  |
| Blancs et nuls | Blancs et nuls                 | Blancs et nuls | 158    | 0,71   |  |  |  |
| Exprimés | Exprimés                       | Exprimés       | 22 055 | 99,29  |  |  |  |
| Source : France, Ministère de l'intérieur. Les Elections législatives . Métropole., la Documentation française, 1967 (lire en ligne) |                                |                |        |        |  |  |  |

Le suppléant de John Téariki était Jacques Drollet.

### Élections de 1967
| Candidat | Candidat                       | Parti          | Premier tour | Premier tour | Second tour | Second tour |  |
| Candidat | Candidat                       | Parti          | Voix         | %            | Voix        | %           |  |
| --- | ------------------------------ | -------------- | ------------ | ------------ | ----------- | ----------- |  |
| | John Teariki sortant           | Divers droite  | 8 222        | 31,82        | 13 289      | 48,76       |  |
| | Francis Sanford élu            | RI             | 6 820        | 26,40        | 13 633      | 50,02       |  |
| | Elie Salmon                    | Sans étiquette | 4 526        | 17,52        | 332         | 1,22        |  |
| | Jean Bambridge                 | Sans étiquette | 1 389        | 5,38         |             |             |  |
| | Jean-Baptiste Ceran-Jerusalemy | Sans étiquette | 1 345        | 5,21         |             |             |  |
| | Atger Adwin                    | Sans étiquette | 1 015        | 3,93         |             |             |  |
| | Pierre Cassiau                 | Sans étiquette | 718          | 2,78         |             |             |  |
| | Alexis Vairaaroa               | Sans étiquette | 640          | 2,48         |             |             |  |
| | Adrien Degage                  | Sans étiquette | 601          | 2,33         |             |             |  |
| | André Porlier                  | Sans étiquette | 391          | 1,51         |             |             |  |
| | Henri Lombard                  | Sans étiquette | 170          | 0,66         |             |             |  |
| |                                |                |              |              |             |             |  |
| Inscrits | Inscrits                       | Inscrits       | 36 928       | 100,00       | 37 056      | 100,00      |  |
| Abstentions | Abstentions                    | Abstentions    | 10 268       | 27,81        | 9 431       | 25,45       |  |
| Votants | Votants                        | Votants        | 26 660       | 72,19        | 27 625      | 74,55       |  |
| Blancs et nuls | Blancs et nuls                 | Blancs et nuls | 823          | 3,09         | 371         | 1,34        |  |
| Exprimés | Exprimés                       | Exprimés       | 25 837       | 96,91        | 27 254      | 98,66       |  |
| Source : France, Ministère de l'intérieur. Les Elections législatives . Métropole., la Documentation française, 1967 (lire en ligne) |                                |                |              |              |             |             |  |

Le suppléant de Francis Ariihoehau Sanford était Anthelme Buillard (1906-1988), employé à Pirae.

### Élections de 1968
| | Francis Sanford sortant réélu | PDM            | 14 701 | 58,37  |  |  |  |
| | Elie Salmon                   | Sans étiquette | 7 135  | 28,33  |  |  |  |
| | Charles Taufa                 | Sans étiquette | 3 349  | 13,30  |  |  |  |
| |                               |                |        |        |  |  |  |
| Inscrits | Inscrits                      | Inscrits       | 38 544 | 100,00 |  |  |  |
| Abstentions | Abstentions                   | Abstentions    | 13 154 | 34,13  |  |  |  |
| Votants | Votants                       | Votants        | 25 390 | 65,87  |  |  |  |
| Blancs et nuls | Blancs et nuls                | Blancs et nuls | 205    | 0,81   |  |  |  |
| Exprimés | Exprimés                      | Exprimés       | 25 185 | 99,19  |  |  |  |
| Source : France, Ministère de l'intérieur. Les Elections législatives . Métropole., la Documentation française, 1974 (lire en ligne) |                               |                |        |        |  |  |  |

### Élections de 1973
| Candidat                          | Candidat                      | Parti          | Premier tour | Premier tour | Second tour | Second tour |  |
| Candidat                          | Candidat                      | Parti          | Voix         | %            | Voix        | %           |  |
| --------------------------------- | ----------------------------- | -------------- | ------------ | ------------ | ----------- | ----------- |  |
|                                   | Francis Sanford sortant réélu | MR             | 17 240       | 48,63        | 19 565      | 53,47       |  |
|                                   | Gaston Flosse                 | UDR (URP)      | 12 513       | 35,30        | 17 027      | 46,53       |  |
|                                   | Charles Taufa                 | Divers droite  | 5 698        | 16,07        | Retrait     | Retrait     |  |
|                                   |                               |                |              |              |             |             |  |
| Inscrits                          | Inscrits                      | Inscrits       | 50 822       | 100,00       | 50 838      | 100,00      |  |
| Abstentions                       | Abstentions                   | Abstentions    | 15 081       | 29,67        | 13 946      | 27,43       |  |
| Votants                           | Votants                       | Votants        | 35 741       | 70,33        | 36 892      | 72,57       |  |
| Blancs et nuls                    | Blancs et nuls                | Blancs et nuls | 290          | 0,81         | 300         | 0,81        |  |
| Exprimés                          | Exprimés                      | Exprimés       | 35 451       | 99,19        | 36 592      | 99,19       |  |
| Source : Ministère de l'Intérieur |                               |                |              |              |             |             |  |

Le suppléant de Francis Sanford était John Teariki, ancien député.

### Élection partielle du 13 septembre 1976
|                                                 | Francis Sanford sortant réélu | E'a Api (FUAI)       | 22 447 | 55,74  |  |  |  |
|                                                 | Gaston Flosse                 | UT-UDR (MCI)         | 13 879 | 34,46  |  |  |  |
|                                                 | Charles Taufa                 | Divers droite        | 2 932  | 7,28   |  |  |  |
|                                                 | Charlie Ching                 | Divers gauche (TTTT) | 682    | 1,69   |  |  |  |
|                                                 | Eritaia Tefaatau              | Sans étiquette       | 334    | 0,83   |  |  |  |
|                                                 |                               |                      |        |        |  |  |  |
| Inscrits                                        | Inscrits                      | Inscrits             |        | 100,00 |  |  |  |
| Abstentions                                     |                               |                      |        |        |  |  |  |
| Votants                                         |                               |                      |        |        |  |  |  |
| Blancs et nuls                                  |                               |                      |        |        |  |  |  |
| Exprimés                                        |                               |                      |        |        |  |  |  |
| Source : Le Monde, édition du 15 septembre 1976 |                               |                      |        |        |  |  |  |